# La Colle universelle
La colle universelle és una pel·lícula muda francesa de Georges Méliès estrenada el 1907. A Amèrica la pel·lícula es va estrenar sota el títol Good Glue Sticks. Té una durada de 5 minuts. Fou venuda ler la Star Film Company de Méliès amb els números 1005–1009 als seus catàlegs.

## Argument
Un venedor ambulant vol vendre la seva mercaderia a la gent, però dos policies li demanen que abandoni el lloc. Quan se'ls escapa, els policies, esgotats i cansats, s'asseuen en un banc i s'adormen.
Allà enganxa les mànigues de les seves jaquetes i els desperta amb força. Es converteixen en la riota de tots els transeünts que segueixen l'espectacle amb diversió. El venedor és finalment atrapat per la policia i clavat a una porta. Quan el tornen a alliberar de la porta, és l'enganyat i s'ha de cobrir amb paper de diari untat de cola.

## Producció
Georges Méliès presenta aquesta pel·lícula slapstick sense els elaborats trucs cinematogràfics que sovint es coneixen com la seva marca registrada. Aquesta pel·lícula és un intent de mantenir-se al dia i jugar amb el gènere de la creixent "indústria del cinema slapstick" d'Hollywood.
MMéliès interpreta el venedor ambulant a la pel·lícula, que utilitza escamoteigs per als seus efectes especials. La primera discussió acadèmica de la pel·lícula, al llibre de 1979 de John Frazer Artificially Arranged Scenes: The Films of Georges Méliès, es va basar en una impressió mal editada, amb el final de la pel·lícula situat al principi. Una guia de pel·lícules de Méliès de 1981, publicada pel Centre National de la Cinématographie, aclareix l'ordre de l'escena.